# Ninifeltet
Ninifeltet er et producerende oliefelt, der ligger i den danske del af Nordsøen, det er fundet i år 2000 og sat i drift i 2003.
Der er 8 produktionsbrønde og 6 vandinjektionsbrønde.
Reservoiret ligger på en dybde af 1700 m i sandsten af Eocæn/Paleocæn alder.
Indtil nu er der produceret 5,294 mio. m3 olie og 0,447 mia. Nm3 gas samt 4,253 mio. m3 vand. Der er injiceret 8,281 mio. m3 vand.
Operatør: DONG E&P A/S.
Akkumulerede investeringer 5,47 mia. kr.
Kilder
http://www.ens.dk/undergrund-forsyning/olie-gas/felter-produktion-danmark/felter-anlaeg/siri-centret/nini-feltet Arkiveret 6. august 2014 hos  Wayback Machine